# Jaroslav Hausmann
Jaroslav Hausmann (také chybně uváděn jako Hausman, 14. prosince 1872 Sazená – 7. září 1923 Praha-Nové Město) byl český chirurg a porodník, propagátor sportů, průkopník cyklistiky v Čechách, sportovní novinář, spoluzakladatel a druhý předseda SK Slavia Praha, ze kterého později vznikl fotbalový klub Slavia Praha. Výrazně se podílel na zajištění účasti českých sportovců na II. letních olympijských hrách v Paříži roku 1900.

## Život

### Mládí
Narodil se v Sazené nedaleko Velvar do české rodiny Antonína Hausmanna, starosty obce a ředitele velvarského cukrovaru. Jeho matka zemřela roku 1874, otec se posléze znovu oženil. Chtěl, aby se Jaroslav stal lékařem. Po absolutoriu obecné školy odešel roku 1884 do Prahy, kde začal po dokončení střední školy studovat v roce 1892 medicínu na lékařské fakultě české Karlo-Ferdinandovy univerzity (studium dokončil v roce 1898). Věnoval se sportovní střelbě, roku 1891 jej mladší bratr Heřman přivedl k cyklistice.

### ACOS
Hausmann se následně v listopadu 1892 angažoval při založení klubu se jménem Akademický cyklistický odbor Slavie (ACOS), stal se jeho prvním zapisovatelem. Byl sdružen též s Literárním a řečnickým spolkem Slavia, primárně se ale zabýval cyklistikou. Trénoval na žižkovské Ohradě. Hausmann se záhy stal jedním z nejúspěšnějších jezdců klubu. K cyklistice se později přidávaly další a další sporty, a to včetně kopané. Přispíval také do časopisu Cyklistika.

### SK Slavia Praha
Po zániku literární části Slávie byl z Hausmannovy iniciativy založen SK Slavia Praha, čistě sportovní klub. Ten společně s klubem Sparta (tehdy Athletic Club Královské Vinohrady) spoluzaložený Maxem Švagrovským patří mezi první čtyři spolky v Českém království. Prvním předsedou byl zvolen Karel Ankrt, ale kvůli jeho neochotě k byrokratické práci a chození na schůze byl de facto výkonným předsedou Hausmann. Fotbalový oddíl vznikl až na valné hromadě 21. ledna 1896, do řízení klubu se zapojil také Karel Freja. Za jeho působení v následujících letech došlo k orientaci klubu primárně na fotbalovou činnost, Hausmann se rovněž aktivně účastnil utkání i jako hráč. Roku 1897 se stal místopředsedou České amatérské atletické unie, organizující mimo jiné i soutěže v kopané. V té době dokončil studia medicíny a stal se chirurgem a porodníkem.

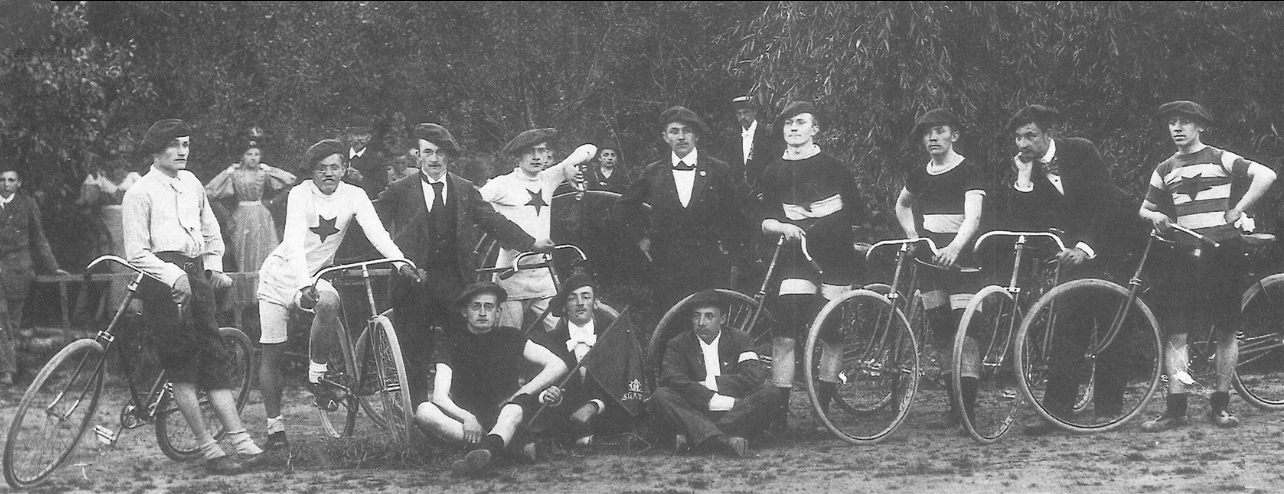
Cyklistický oddíl Slavia (Hausmann v baretu uprostřed)

V lednu 1900 inicioval Hausmann vznik pracovního výboru komitétu, který odeslal dopis Olympijskému výboru k účasti českých sportovců na II. olympijských hrách v Paříži. Ty se později staly prvními, do kterých se Češi zapojili. Po odstoupení Karla Ankrta, který byl více nakloněn cyklistice, se Hausmann 19. ledna 1900 v restauraci U Brejšky stal druhým zvoleným předsedou Slavie. Od května 1900 předsedal volnému sdružení s názvem Český svaz fotbalistů.

### Lékařem
V červenci téhož roku ale veškeré sportovní funkce opustil a v klubu nadále působil jako řadový člen. Působení pro něj jako pro úspěšného lékaře již nebylo časové únosné. Hausmann si zřídil vlastní sanatorium v novoměstské Legerově ulici v domě čp. 1627. Vlastnil také automobil, jako třetí motorista v Praze, ve kterém vyjížděl za pacienty. Patřil k nejrenomovanějším lékařům v Praze, k jeho soukromým pacientům patřil například malíř Josef Lada. Byl stavebníkem a majitelem rozsáhlé secesní vily s velkou zahradou a chovnou loveckou oborou v Jevanech u Prahy.
Své členství ukončil roku 1923 na protest proti urovnání sporu s německým klubem DFC Prag.

### Úmrtí
Jaroslav Hausmann zemřel 7. září 1923 ve svém sanatoriu v Praze ve věku 50 let následkem zápalu plic, který si přivodil při rychlé jízdě vozem k porodu. V matrice je uvedeno datum 6. září, které je v rozporu s přesnější informací (včetně časového údaje) na úmrtním oznámení.)
Byl zpopelněn a pohřben v rodinné hrobce v Kostelci nad Černými lesy.
Po jeho smrti bylo v prostorách jeho kliniky zřízeno Borůvkovo sanatorium.

### Rodinný život
Se svou manželkou měli děti Olgu a Jaroslava mladšího. Dcera Olga, provdaná Kořánová, se stala překladatelkou z angličtiny. Jaroslav ml. byl po otci rovněž nadšeným sportovcem, stal se automobilovým závodníkem a šéfredaktorem Světa motorů, roku 1938 pak vykonal cestu kolem světa.